# Hellbilly Deluxe
Albums de Rob Zombie
The Sinister Urge
(2001)
Singles
1. Dragula
Sortie : 24 août 1998[1]
2. Living Dead Girl
Sortie : 16 février 1999[2]
3. Superbeast
Sortie : 1er juin 1999[3]

Hellbilly Deluxe: 13 Tales of Cadaverous Cavorting Inside the Spookshow International (plus souvent abrégé Hellbilly Deluxe) est le premier album de l'ex-chanteur de White Zombie Rob Zombie. Hellbilly Deluxe est sorti le 25 août 1998. Musicalement, l'album présente des éléments de heavy metal et du groove metal, tandis que les chansons de l'album dépeignent l'amour de Zombie pour les classiques du cinéma d'horreur à la fois lyriques et musicaux,,. Certains morceaux de l'album comprennent également un usage intensif de guitare et de batterie, tandis que d'autres chansons disposent davantage de sons électroniques que ceux de White Zombie. La majorité de l'album a été enregistrée en Californie, et a été produite par Rob Zombie lui-même et par Scott Humphrey.

## Liste des titres
Tous les titres ont été composés par Rob Zombie et Scott Humphrey.
1. "Call of the Zombie" – 0:30
2. "Superbeast" – 3:40
3. "Dragula" – 3:43
4. "Living Dead Girl" – 3:22
5. "Perversion 99" – 1:43
6. "Demonoid Phenomenon" – 4:12
7. "Spookshow Baby" – 3:38
8. "How to Make a Monster" – 1:38
9. "Meet the Creeper" – 3:14
10. "The Ballad of Resurrection Joe and Rosa Whore" – 3:56
11. "What Lurks on Channel X?" – 2:30
12. "Return of the Phantom Stranger" – 4:32
13. "The Beginning of the End" – 1:53

## Composition du groupe
- Rob Zombie: Chants
- Riggs : Guitare
- Blasko : Basse
- Tempesta : Batterie

### Musiciens additionnels
- Tommy Lee: Batterie additionnelle
- Scott Humphrey: Programmation
- Danny Lohner: Guitare additionnelle sur "Meet the Creeper"

## Charts
Album - Billboard (Amérique du Nord)
| Année | Chart               | Position |
| ----- | ------------------- | -------- |
| 1998  | The Billboard 200   | 5        |
| 1998  | Top Canadian Albums | 2        |

Singles - Billboard (Amérique du Nord)
| Année | Single           | Chart                  | Position |
| ----- | ---------------- | ---------------------- | -------- |
| 1998  | Dragula          | Mainstream Rock Tracks | 6        |
| 1998  | Dragula          | Modern Rock Tracks     | 27       |
| 1999  | Living Dead Girl | Mainstream Rock Tracks | 7        |
| 1999  | Living Dead Girl | Modern Rock Tracks     | 22       |
| 1999  | Superbeast       | Mainstream Rock Tracks | 26       |